# Campochaera sloetii
El oruguero dorado (Campochaera sloetii) es una especie de ave paseriforme de la familia Campephagidae endémica de Nueva Guinea. Es la única especie del género Campochaera.

## Descripción
El oruguero dorado mide unos 20 cm de largo. El plumaje del cuerpo de los machos es de color amarillo intenso, con la cola y las alas negras, y una mancha también negra que ocupa la parte inferior de la cabeza y la superior del pecho, y está enmarcada por arriba por una banda blanca. Su píleo es gris y presenta una lista blanca en las alas. Su pico es corto y negro. Las hembras son de un amarillo más apagado con tonos verdosos en el manto, y sustituyen por gris el negro del rostro y el pecho de los machos.

## Distribución
Se encuentra únicamente en las selvas húmedas de tierras bajas de la isla de Nueva Guinea.